# Remigiusz Isoré
Remigiusz Isoré, chiń. 赵席珍; pinyin Zhào Xízhēn (ur. 22 stycznia 1852 w Bambecque, zm. 19 czerwca 1900 w Wuyi, Hebei w Chinach) – święty Kościoła katolickiego, jezuita, ksiądz, misjonarz i męczennik chrześcijański.

## Życiorys
Ojciec Remigiusza Isoré był nauczycielem w szkole podstawowej. Jeden z jego braci został księdzem, a siostra wstąpiła do szarytek. Gdy był dzieckiem, miejscowy ksiądz zauważył jego pobożność i zaczął uczyć go łaciny, mając nadzieję, że chłopiec w przyszłości zostanie księdzem. W wieku 19 lat wstąpił do wyższego seminarium duchownego w Cambrai. Po 2 latach nauki wysłano go, by uczył w szkole podstawowej w Roubaix. Trzy lata później wstąpił do nowicjatu jezuitów w St. Acheul. W 1876 r. został wyznaczony do nauczania w wyższej szkole w La Provindence.
Remigiusz Isoré poprosił o zgodę na wyjazd na misję do Zambii. Został jednak wysłany do Chin. W 1882 r. przybył do Xian w prowincji Hebei i następny rok spędził ucząc się chińskiego. 31 lipca 1886 r. przyjął święcenia kapłańskie razem z Leonem Mangin w katedrze w Xian. Następnie wysłano go, by uczył w państwowej szkole w Zhangjiazhuang. Podczas powstania bokserów został zamordowany 19 czerwca 1900 r. w Wuyi razem z ojcem Modestem Andlauer.

## Dzień obchodów
Wspomnienie liturgiczne św. Remigiusza obchodzone jest 9 lipca w grupie 120 męczenników chińskich, 28 września, a u jezuitów 4 lutego.

## Proces beatyfikacyjny i kanonizacyjny
Został beatyfikowany 17 kwietnia 1955 r. przez Piusa XII w grupie Leona Mangina i 55 Towarzyszy. Kanonizowany w grupie 120 męczenników chińskich 1 października 2000 r. przez Jana Pawła II.